# Padma Patil
Padma Patil este un personaj fictiv din seria Harry Potter de J.K. Rowling interpretată de actrița Afshan Azad.

## Descriere
Padma Patil este o asiatică cu părul negru, ochi căprui și scundă.
Padma Patil este sora mai mică a lui Parvati Patil, care a deschis Balul de Crăciun (în timpul Turnirului Trivrăjitor) dansând cu Harry. Acesta nu știa să danseze prea bine așa că nu a vrut să se facă de râs lăsând-o pe Parvati (căreia îi place să danseze) stând pe o bancă. Săturându-se să privească cum alții dansau și ea îi privea, Parvati a plecat de lângă Harry și și-a găsit un nou partener de dans, urmand ca si Padma sa plece de langa partenerul ei, Ronald Weasley.